# Wilhelm Koch (Beamter)
Wilhelm Ludwig Koch (* 23. Dezember 1863 auf Gut Marienborn; † 5. Dezember 1942 in Berlin) war ein deutscher Verwaltungsjurist und Ministerialbeamter. Von 1912 bis 1922 war er Präsident des Reichsversicherungsanstalt für Angestellte.

## Leben
Wilhelm Koch wurde als Sohn eines Gutspächters geboren. Nach dem Abitur an der Hohen Landesschule in Hanau studierte er Rechtswissenschaft an der Rheinischen Friedrich-Wilhelms-Universität. 1883 wurde er im Corps Hansea Bonn aktiv. Er legte 1885 das Erste Juristische Staatsexamen ab, war dann als Gerichtsreferendar in Höchst tätig und wechselte 1888 als Regierungsreferendar nach Wiesbaden. 1890 bestand er das Zweite Juristische Staatsexamen. Ab 1892 war er Regierungsassessor in Danzig. Ein Jahr später ging er an das Kaiserliche Statistische Amt in Berlin. Koch war von 1896 bis 1912 als Regierungsrat im Reichsamt des Innern tätig. 1900 erfolgte seine Ernennung zum Vortragenden Rat. Vom Reichsamt wechselte er ins Direktorium der Reichsversicherungsanstalt für Angestellte. Am 21. März 1912 wurde er zu dessen Präsidenten ernannt. Diese Funktion übte er bis 1922 aus. Koch starb im Alter von 78 Jahren. Beigesetzt wurde er auf dem Kaiser-Wilhelm-Gedächtnis-Friedhof in Charlottenburg. Das Grab ist nicht erhalten.

## Ehrungen
- Königlicher Kronen-Orden (Preußen) 2. Klasse (1909)
- Roter Adlerorden 2. Klasse mit Eichenlaub (1912)
- Wirkl. Geh. Oberregierungsrat